# Adam Christian Gaspari
Adam Christian Gaspari, född den 18 november 1752 i Schleusingen, död 1830, var en tysk geograf.
Gaspari var professor i geografi och statistik vid universitetet i Königsberg, Ostpreussen, Tyskland
(nuvarande Kaliningrad). De mest bekanta av hans många läro- och handböcker i geografi är Lehrbuch der Erdbeschreibung (1792-93; många upplagor) och Vollständiges Handbuch der neuesten Erdbeschreibung (1797-1802; ny upplaga 1819-26, utgiven av bland andra Georg Hassel och Johann Günther Friedrich Cannabich). Gaspari beredde marken för de geografiska studiernas blomstring i Tyskland.